# Зариця
За́риця (болг. Зарица) — село в Силістринській області Болгарії. Входить до складу общини Главиниця.

## Населення
За даними перепису населення 2011 року у селі проживали 434 особи.
Національний склад населення села:
| Національність   | Кількість осіб | Відсоток |
| ---------------- | -------------- | -------- |
| турки            | 417            | 98,8%    |
| болгари          | 4              | 0,9%     |
| Всього відповіли | 422            |          |

Розподіл населення за віком у 2011 році:
Динаміка населення: